# Menubeln
Die Menubeln war ein feministisch-kritisches Frauenkabarett-Trio aus Österreich, das von 1987 bis 1996 im gesamten deutschen Sprachraum auftrat. Der Begriff Menubeln kommt aus dem Jiddischen und bedeutet „kecke, freche, böse Leute, die auch zurückreden“ – im Laufe der Zeit wurde er allerdings allein auf Frauen angewandt, im Sinne von „böse, hässliche Weiber“.

## Ensemble
Die Schauspielerinnen Erika Deutinger und Jeanette Tanzer waren vom ersten bis zum letzten Programm fixer Bestandteil der Menubeln. Im ersten Kabarett-Programm „Jetzt erst recht“ ergänzte Linde Prelog das Trio. Für die beiden folgenden Programme übernahm die Schauspielerin und Autorin Eva Dité den dritten Part, gefolgt von Elke Hesse für „Menubeln wider spenstig“ und schließlich Martha Günzl für die restlichen Auftritte. Autoren und Ko-Autoren der Menubeln waren unter anderen: Erika Molny, Leo Lukas, Wolfgang Beyer, Uli Brée, Elfriede Hammerl, Heinz R. Unger, Fritz Schindlecker oder Hannes Vogler. Das Kabarett-Trio Menubeln löste sich im Sommer 1996 auf.

## Programme
- 1987: „Jetzt erst recht“, von Erika Molny, Regie: Erwin Steinhauer, Emmy Werner. Premiere im Theater Drachengasse in Wien
- 1989: „Bye, Bye, Burli“, Regie Michaela Scheday
- 1990: „Ohne X geht nix“, Regie Michaela Scheday
- 1992: „Menubeln wider spenstig“, Regie Michaela Scheday
- 1994: „An den Mann gebracht“, Regie Michaela Scheday
- 1995: „Menubeln gegen den Rest der Welt“, Regie Michaela Scheday
- 1996: „The Pest of Menubeln“, Regie Michaela Scheday, Premiere im Theater Spektakel in Wien

## Auszeichnungen
- 1990: Salzburger Stier für „Bye, Bye, Burli“